# دن سورن
دن سورن (انگلیسی: Dan Severn؛ زادهٔ ۸ ژوئن ۱۹۵۸) کشتی‌گیر کشتی حرفه‌ای، جودوکار، بازیگر اهل ایالات متحده آمریکا است. وی بین سال‌های ۱۹۹۴ تا ۲۰۱۳ میلادی فعالیت می‌کرد.